# Itaporanga (ort i Brasilien, Paraíba, Itaporanga, lat -7,30, long -38,15)
Itaporanga är en ort i Brasilien.   Den ligger i kommunen Itaporanga och delstaten Paraíba, i den östra delen av landet, 1 400 km nordost om huvudstaden Brasília. Itaporanga ligger 295 meter över havet och antalet invånare är 15 890.
Terrängen runt Itaporanga är platt åt sydost, men åt nordväst är den kuperad. Det finns inga andra samhällen i närheten.
Omgivningarna runt Itaporanga är huvudsakligen savann. Runt Itaporanga är det ganska glesbefolkat, med 45 invånare per kvadratkilometer.